# Crkva Uskrsnuća Isusova u Subotici
Crkva Uskrsnuća Isusova je katolička crkva u Subotici. Nalazi se na adresi Gajeva 2. Ovo je župna crkva. Posvećena je Uskrsnuću Isusovu. Župa je ovdje od 1956., nakon što je bila vikarija utemeljena 1926. od teritorija Sv. Terezije i sv. Roka u Subotici. Pripada dekanatu Subotica - Stari Grad. Bogoslužni jezici su hrvatski i mađarski. Danas je župnik Bela Stantić.
Ovo je trebala biti katedralna crkva. Građena je po planu Lajče Budanovića, a prema projektu Karla Molzera. Novac za izgradnju dao je mecena ove crkve Lazar Mamužić. Crkva je i danas nedovršena. Problemi u izgradnji bili su od samih početaka. Građena je bez dozvole, jer su gradske vlasti bili masoni koji nisu dopustili gradnju. Crkvu se unatoč nedostatku dozvole 1933. krenulo graditi, s tim da je tlocrt bio u znaku grčkog križa. Poslije je arhitekt Molzer napravio projekt po kojem je dograđena na oblik kako danas izgleda. Crkva u obliku od danas duga je 25 m, 18 m široka i visoka 17 m. 
Daljnja izgradnja bila je onemogućena, jer masonske vlasti nisu dale podići Mamužićev novac koji je bio namijenjen za ovu crkvu. Tako je završen samo središnji dio crkve od prvotnog plana veličanstvene građevine.
1936. je godine ova crkva bila dijelom proslave 250. obljetnice doseljavanja veće skupine Bunjevaca u ove krajeve (1686. – 1936.). 15. kolovoza ovdje se služila misa, a služio ju je mostarski biskup Alojzije Mišić, nakon čega je uslijedio nastup mješovitog zbora Hrvatskoga pjevačkog društva »Neven« kojim je ravnao dr Mihovil Katanec.
Dok je župnik ove crkve bio Matija Zvekanović (bio je prvi župnik), 1954. je iznutra je ožbukana i umaljana. 
1973. je godine izgrađen oltar s ambonima i novo svetište prema projektu vinkovačke umjentice Lojzike Ulman, koja je i projektirala nove figure za Betlehem i tijelo Isusovo za 'Božji grob'.
1983., za 50. obljetnicu crkva je opet maljana. Kad se crkvu maljalo, sve se je prozore preradilo tako da se stavilo sadašnja žuto-bijela stakla. Orgulje za ovu crkvu se kupilo od župe Monoštor 1980. godine, stare najmanje od 1790. godine. Prema Đuri Poljakoviću napravljeni su lusteri 2003. godine. 
Krov je mnogo puta oličen, a zidovi su bili fugirani u četirima etapama, od od 1972. do 2008. g., za župnikovanja Bele Stantića. 
Crkvi nedostaje kupola visine 15 m, brod, dva tornja. Prvotno planirani broj zvona bio je četiri. 
Oko glavnog oltara je hodnik, no nedostaje hodnik oko sadašnjih oltara Srca Isusova i Srca Marijina. 
Mozaik nije kompletan. Nedostaju tri slike: Uskrsnuće Isusova, uskrsnuća Lazarova i uskrsnuće svih nas. Slike su naslikane. Uskrsnoće Isusovo u tehnici ulja na platnu naslikao je zagrebački umjetnik Zlatko Šulentić 1956. godine. Slike subotičkog slikara Lajče Vojnića Zelća Lazarova uskrsnuća i Uskrsnuće svih iz 2007. blagoslovio je subotički biskup Ivan Penzeš 2008. godine, na 50. obljetnicu smrti Lajče Budanovića, 16. ožujka.
U dvorištu ove crkve nalazi se bista Alekse Kokića, djelo kipara Neste Orčića. Jedan je portret časne sestre Leopoldine Mari Čović koji je naslikao Stanko Zubović, župnoj crkvi Uskrsnuća Isusova u Subotici poklonio je Lazar Ivan Krmpotić, kao rodnoj župi Leopoldine Mari Čović, a u kontekstu obnove štovanje ove vjernice. Župnik Bela Stantić na Krmpotićevo je inzistiranje uveo Leopoldininu nedjelju (drugu u listopadu), kada se govori o njoj i čuva njezina uspomena.
Crkva je i mjestom koncerata i inih kulturnih događanja. Ovdje se održala akademija u povodu 70. obljetnice smrti Alekse Kokića
Kad se 1966. godine s. Mirjam Pandžić zaredila, iste je godine postala orguljašicom u ovoj crkvi.
U blizini je Kalvarija. S jedne je strane crkve župni stan, a s druge Samostan sestara Naše Gospe "Anuncijata".